# Staikî, Horol
Staikî (în ucraineană Стайки) este un sat în comuna Staroavramivka din raionul Horol, regiunea Poltava, Ucraina.

## Demografie
Componența lingvistică a localității Staikî
     Ucraineană (94,41%)
     Rusă (4,97%)
Conform recensământului din 2001, majoritatea populației localității Staikî era vorbitoare de ucraineană (94,41%), existând în minoritate și vorbitori de rusă (4,97%).